# Dusty Springfield
Dusty Springfield OBE, artiestennaam van Mary Isabel Catherine Bernadette O'Brien (Hampstead (Londen), 16 april 1939 – Henley-on-Thames (Oxfordshire), 2 maart 1999), was een Britse zangeres. Ze was een van de populairste zangeressen uit de jaren zestig en kreeg de bijnaam The Queen of White Soul.

## Biografie

### 1958-1968
Dusty Springfield begon haar carrière in de muziekwereld in 1958, toen ze toetrad tot het trio The Lana Sisters. De andere leden waren Iris Chantelle en Lynne Abrams.
In 1960 vormde ze met haar broer Dion O'Brien (die zich Tom Springfield ging noemen) en Tim Feild (later vervangen door Mike Hurst) het trio The Springfields. Zij gingen in 1963 weer uit elkaar en Springfield begon aan haar solocarrière.
Haar eerste solosingle, I only want to be with you, was al direct een succes met een vierde plaats in de UK Singles Chart. Kort daarna nam ze haar eerste langspeelplaat A girl called Dusty op. Beide platen waren het begin van een lange reeks. Verschillende singles en albums werden een succes.
In 1966 scoorde ze in het Verenigd Koninkrijk een nummer-1-hit met You don't have to say you love me, waarvan ze de oorspronkelijke Italiaanse versie (Io che non vivo senza te) een jaar eerder hoorde tijdens haar deelname aan het San Remo-festival.
In 1967 nam Springfield The look of love op voor de James Bondparodie Casino Royale.
Het in Memphis en New York opgenomen album Dusty in Memphis uit maart 1969 werd ten tijde van de uitgave gunstig ontvangen door recensenten; Son-of-a Preacher Man werd een hit, maar het album was in commercieel opzicht een grote teleurstelling. Springfield bereikte er de 99ste plaats in de Verenigde Staten mee. Dusty in Memphis werd jaren later alsnog als klassieker beschouwd. In 2004 plaatste het muziekblad Rolling Stone het album op de 89ste plaats in een lijst van de vijfhonderd beste albums.

### 1969-1974

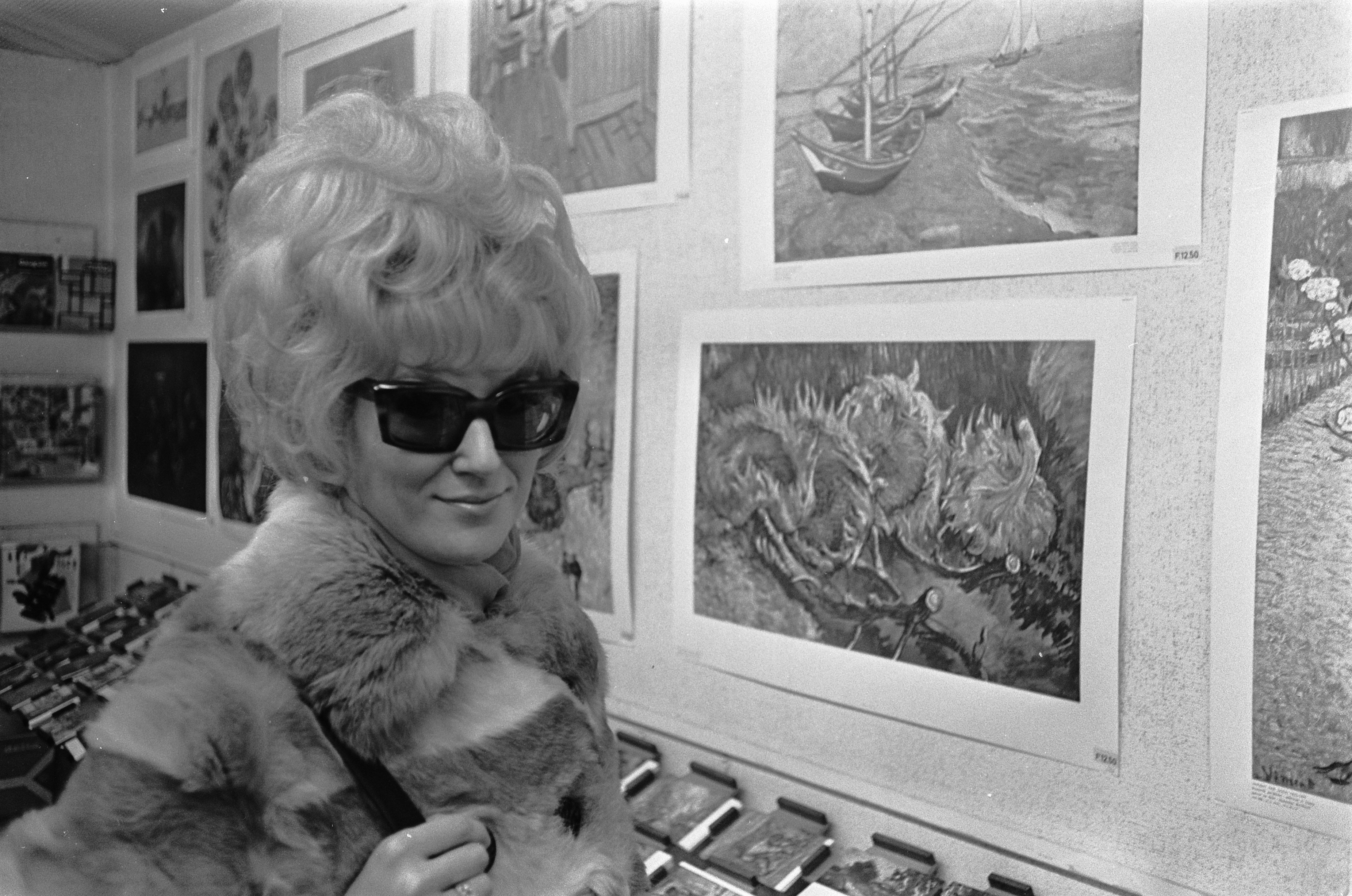
Springfield op bezoek in het Stedelijk Museum in 1968, poserend voor een reproductie van een schilderij van Vincent van Gogh.

In de jaren zeventig ging het bergafwaarts met de carrière van Springfield. Haar relatie met de Amerikaanse zangeres Norma Tanega liep op de klippen en de albums A brand new me (From Dusty... with love) en Cameo leverden ondanks lovende kritieken geen succes op.
In 1973 nam ze de titelsong op voor de eerste twee afleveringen van de serie De Man van Zes Miljoen en begon ze aan een nieuwe plaat (Longing) te werken, die gepland stond voor najaar 1974, maar nooit werd afgemaakt. Pas in 2001 verschenen de opnamen op de verzamelaar Beautiful soul.
In januari 1974 werd het tien jaar oude Summer is over een bescheiden hit, doordat Radio Veronica hem gebruikte bij acties voor het behoud van deze zeezender. Springfield was inmiddels ondergedoken in Los Angeles (ver weg van de Britse roddelpers) waar ze veertien jaar bleef wonen. Haar enige wapenfeiten in het midden van de jaren zeventig waren gastbijdragen aan albums van Elton John en Anne Murray onder het pseudoniem Gladys Thong.

### 1978-1999
Pas in 1978 kwam er weer nieuw materiaal; It begins again was opgenomen met Queen-producer Roy Thomas Baker en werd in Engeland een top 50-notering. Opvolger Living without your love uit 1979 deed het minder. Datzelfde jaar gaf Springfield zes concerten in New York en nam ze in Londen twee disco-getinte singles op; Baby blue bleef steken op een 61e plaats en Your love still bring me to my knees (uitgebracht in januari 1980) werd in 1981 een hit voor de Amerikaanse zangeres Marcia Hines.
In 1987 had Springfield eindelijk weer een hit; What have I done to deserve this?, een duet met de Pet Shop Boys. Deze samenwerking kreeg een vervolg; in 1989 op de single Nothing has been proved (opgenomen voor de soundtrack van de film Scandal) en in 1990 op het album Reputation waarvoor ook Dan Hartman een paar nummers produceerde.
Begin 1994, tijdens de opnamen van haar laatste album (A very fine love) in Nashville, werd Springfield ziek. In 1999 overleed zij aan borstkanker.
Springfields muziek was, naar verluidt, van grote invloed op blanke soulzangeressen zoals Duffy, Adele en Amy Winehouse.

## Hitnoteringen

### Albums
| Album met eventuele hitnotering(en) in de Nederlandse Album Top 100 | Datum van verschijnen | Datum van binnenkomst | Hoogste positie | Aantal weken | Opmerkingen   |
| ------------------------------------------------------------------- | --------------------- | --------------------- | --------------- | ------------ | ------------- |
| It begins again                                                     |                       | 4 maart 1978          | 36              | 5            |               |
| The collection                                                      |                       | 14 april 1990         | 36              | 8            | Verzamelalbum |
| Reputation                                                          |                       | 21 juli 1990          | 62              | 5            |               |
| 40 Original hits                                                    |                       | 17 mei 2008           | 34              | 4            | Verzamelalbum |

### Singles
| Single met eventuele hitnotering(en) in de Nederlandse Top 40 | Datum van verschijnen | Datum van binnenkomst | Hoogste positie | Aantal weken | Opmerkingen                     |
| ------------------------------------------------------------- | --------------------- | --------------------- | --------------- | ------------ | ------------------------------- |
| I only want to be with you                                    | 1963                  | -                     |                 |              |                                 |
| Stay awhile                                                   | 1964                  | -                     |                 |              |                                 |
| Wishin' and hopin'                                            | 1964                  | -                     |                 |              |                                 |
| I just don't know what to do with myself                      | 1964                  | -                     |                 |              |                                 |
| Losing you                                                    | 1964                  | -                     |                 |              |                                 |
| Summer is over                                                | 1964                  | -                     |                 |              |                                 |
| Your hurtin' kinda love                                       | 1965                  | -                     |                 |              |                                 |
| In the middle of nowhere                                      | 1965                  | -                     |                 |              |                                 |
| Some of your lovin'                                           | 1965                  | -                     |                 |              |                                 |
| Little by little                                              | 1966                  | -                     |                 |              |                                 |
| Goin' back                                                    | 1966                  | -                     |                 |              |                                 |
| All I see is you                                              | 1966                  | -                     |                 |              |                                 |
| You don't have to say you love me                             |                       | 14 mei 1966           | 27              | 10           |                                 |
| What's it gonna be                                            |                       | 4 november 1967       | tip             | -            |                                 |
| I close my eyes and count to ten                              | 1968                  | 17 augustus 1968      | tip             | -            |                                 |
| Son-of-a Preacher Man / The Windmills of Your Mind            |                       | 21 december 1968      | 6               | 9            |                                 |
| Don't forget about me                                         |                       | 29 maart 1969         | tip             | -            | met Sweet Inspirations          |
| Am I the same girl?                                           | 1969                  | -                     |                 |              |                                 |
| How can I be sure?                                            | 1970                  | -                     |                 |              |                                 |
| Summer is over                                                |                       | 19 januari 1974       | tip13           | -            |                                 |
| What Have I Done to Deserve This?                             |                       | 29 augustus 1987      | 2               | 9            | met Pet Shop Boys / Alarmschijf |
| Nothing has been proved                                       |                       | 25 maart 1989         | 18              | 6            | Alarmschijf                     |
| In private                                                    |                       | 13 januari 1990       | 9               | 9            |                                 |
| Reputation                                                    |                       | 23 juni 1990          | tip12           | -            |                                 |

### NPO Radio 2 Top 2000
| Nummers met noteringen in de NPO Radio 2 Top 2000 | '99  | '00  | '01  | '02  | '03  | '04  | '05  | '06  | '07  | '08  | '09  | '10  | '11  | '12  | '13  | '14  | '15  | '16  | '17 | '18 | '19 | '20 | '21 | '22 | '23 | '24 |
| ------------------------------------------------- | ---- | ---- | ---- | ---- | ---- | ---- | ---- | ---- | ---- | ---- | ---- | ---- | ---- | ---- | ---- | ---- | ---- | ---- | --- | --- | --- | --- | --- | --- | --- | --- |
| Goin' back                                        | -    | -    | -    | -    | -    | -    | -    | -    | 1671 | -    | -    | -    | -    | -    | -    | -    | -    | -    | -   | -   | -   | -   | -   | -   | -   | -   |
| I Close My Eyes and Count to Ten                  | 892  | 990  | 909  | 850  | 1171 | 1017 | 992  | 767  | 590  | 771  | 776  | 734  | 1028 | 1251 | 1447 | 1595 | 1891 | 1774 | -   | -   | -   | -   | -   | -   | -   | -   |
| I Just Don't Know What to Do with Myself          | 1213 | 1137 | 1384 | 1781 | 1806 | 1863 | 1599 | 1492 | 1040 | 1414 | 1371 | 1289 | 1734 | -    | -    | -    | -    | -    | -   | -   | -   | -   | -   | -   | -   | -   |
| Son of a Preacher Man                             | 687  | 733  | 680  | 735  | 659  | 460  | 689  | 666  | 544  | 593  | 655  | 511  | 665  | 839  | 822  | 1018 | 980  | 868  | 801 | 674 | 871 | 717 | 843 | 962 | 795 | 830 |
| Summer is over                                    | 1180 | 836  | 1084 | 908  | 789  | 1185 | 1027 | 1051 | 1077 | 1019 | 1125 | 999  | 1282 | 1660 | 1602 | 1785 | 1934 | -    | -   | -   | -   | -   | -   | -   | -   | -   |
| The look of love                                  | -    | -    | -    | -    | -    | -    | -    | 1964 | 1935 | -    | -    | -    | -    | -    | -    | -    | -    | -    | -   | -   | -   | -   | -   | -   | -   | -   |
| You Don't Have to Say You Love Me                 | 1135 | 980  | 1017 | 1460 | 1674 | 1291 | 1401 | 1135 | 1014 | 1192 | 1475 | 1221 | 1337 | -    | 1829 | -    | -    | -    | -   | -   | -   | -   | -   | -   | -   | -   |

1. ↑  Een '-' betekent dat het nummer niet was genoteerd en een vetgedrukt getal geeft de hoogste notering van een nummer aan.

## Wetenswaardigheden
- In 1964 was Springfield de eerste gast in het legendarische Britse muziekprogramma Top of the Pops. In 1970 was ze ook de eerste artieste die (playbackend) een nummer uitvoerde in de Nederlandse variant AVRO's Toppop.
- I Think It's Going To Rain Today en No Easy Way Down zijn te horen in het derde seizoen van de serie Gooische Vrouwen.
- In het liedje Waf Woof zingt Dusty met de Springfields ook in het Nederlands. Het is een deels vertaalde en herziene versie van Toen onze Mop een Mopje was, het kinderliedje van Jan Goeverneur.

Eind jaren zestig woonde Dusty een tijd lang samen in Utrecht in het huis van Sylvia Bodnar, de latere oprichtster van het vrouwencafé de Heksenketel.
- Bibsys: 2110444
- Biblioteca Nacional de España: XX1550531
- Bibliothèque nationale de France: cb13899985p (data)
- Gemeinsame Normdatei: 11892284X
- International Standard Name Identifier: 0000 0000 7729 1986
- Library of Congress Control Number: n91046199
- Nationale Bibliotheek van Letland: 000071525
- MusicBrainz: b896aa8c-2761-40ce-b485-0e1fffd26167
- Nationale Bibliotheek van Tsjechië: ola2002159356
- Nationale bibliotheek van Australië: 35202301
- Nationale Bibliotheek van Israël: 987007423492005171
- Nationale en Universitaire bibliotheek Zagreb: 000067018
- Nederlandse Thesaurus van Auteursnamen: 07065526X
- Istituto Centrale per il Catalogo Unico: RAVV385931
- Système universitaire de documentation: 080715850
- Trove: 863023
- Virtual International Authority File: 40177206
- WorldCat: E39PBJyGRxyJq9PQQ3kPkqR3Qq